# Servisch voetbalelftal in 2014
Het Servisch voetbalelftal speelde in totaal acht interlands in het jaar 2014, waaronder twee duels in de kwalificatiereeks voor het EK voetbal 2016 in Frankrijk. Op 21 juli werd Dick Advocaat benoemd als nieuwe bondscoach van het Servisch voetbalelftal. Hij volgde interim-coach Ljubinko Drulović op. Advocaat moest Servië naar de EK-eindronde leiden. Hij tekende een tweejarig contract. Advocaat begon met een gelijkspel (1-1) in de vriendschappelijke wedstrijd tegen Frankrijk, gevolgd door een puntendeling (1-1) in de EK-kwalificatiewedstrijd in en tegen Armenië. Zijn derde duel als bondscoach van Servië, op dinsdag 14 oktober 2014 tegen Albanië, werd gestaakt vlak voor het einde van de eerste helft bij een 0-0 tussenstand. Bij het treffen in Belgrado waren Albanese supporters niet welkom in het stadion, maar zij lieten een drone met de vlag van "groot Albanië" (ivm met Kosovo en de Raška regio) boven het veld cirkelen, waarna een opstootje ontstond. De Serviërs wilden verder spelen en haalden de vlag weg, maar dit werd niet geaccepteerd door de Albanese spelers.. Op vrijdag 14 november verloor zijn team op eigen veld met 1-3 van de Denen. Een dag later nam Advocaat zelf ontslag. Op de FIFA-wereldranglijst zakte Servië in 2014 van de 30ste (januari 2014) naar de 38ste plaats (december 2014).

## Balans
| Wedstrijden | Wedstrijden | Wedstrijden | Wedstrijden | Doelpunten | Doelpunten | Doelpunten | Punten |
| Gespeeld    | Winst       | Gelijk      | Verlies     | Voor       | Tegen      | Saldo      | Punten |
| ----------- | ----------- | ----------- | ----------- | ---------- | ---------- | ---------- | ------ |
| 8           | 3           | 3           | 2           | 10         | 9          | +1         | 1.125  |

## Interlands
|                                                             |               |       |                                              |                                                                                |
| 5 maart Vriendschappelijk № 87 «onderlinge duels» 20:00 uur | Ierland       | 1 – 2 | Servië                                       | Aviva Stadium, Dublin Toeschouwers: 37.243 Scheidsrechter: Viktor Kassai (HUN) |
| 5 maart Vriendschappelijk № 87 «onderlinge duels» 20:00 uur | Shane Long 8' |       | 48' (e.d.) James McCarthy 60' Filip Đorđević | Aviva Stadium, Dublin Toeschouwers: 37.243 Scheidsrechter: Viktor Kassai (HUN) |

|                                                            |                    |       |                                        |                                                                                 |
| 26 mei Vriendschappelijk № 88 «onderlinge duels» 20:00 uur | Jamaica            | 1 – 2 | Servië                                 | Red Bull Arena, Harrison Toeschouwers: 2.000 Scheidsrechter: David Gantar (CAN) |
| 26 mei Vriendschappelijk № 88 «onderlinge duels» 20:00 uur | Michael Seaton 53' |       | 13' Dušan Tadić 22' Aleksandar Kolarov | Red Bull Arena, Harrison Toeschouwers: 2.000 Scheidsrechter: David Gantar (CAN) |

|                                                            |                   |       |                        |                                                                                |
| 31 mei Vriendschappelijk № 89 «onderlinge duels» 21:00 uur | Panama            | 1 – 1 | Servië                 | Toyota Park, Bridgeview Toeschouwers: 3.000 Scheidsrechter: Marlon Mejia (ESA) |
| 31 mei Vriendschappelijk № 89 «onderlinge duels» 21:00 uur | Gabriel Gómez 59' |       | 24' Branislav Ivanović | Toyota Park, Bridgeview Toeschouwers: 3.000 Scheidsrechter: Marlon Mejia (ESA) |

|                                                            |          |       |        |                                                                                          |
| 6 juni Vriendschappelijk № 90 «onderlinge duels» 20:00 uur | Brazilië | 1 – 0 | Servië | Estádio do Morumbi, São Paulo Toeschouwers: 67.042 Scheidsrechter: Enrique Cáceres (PAR) |
| 6 juni Vriendschappelijk № 90 «onderlinge duels» 20:00 uur | Fred 58' |       |        | Estádio do Morumbi, São Paulo Toeschouwers: 67.042 Scheidsrechter: Enrique Cáceres (PAR) |

|                                                                 |                        |       |                |                                                                                      |
| 7 september Vriendschappelijk № 91 «onderlinge duels» 20:00 uur | Servië                 | 1 – 1 | Frankrijk      | Stadion Partizan, Belgrado Toeschouwers: 12.500 Scheidsrechter: Wolfgang Stark (GER) |
| 7 september Vriendschappelijk № 91 «onderlinge duels» 20:00 uur | Aleksandar Kolarov 80' |       | 14' Paul Pogba | Stadion Partizan, Belgrado Toeschouwers: 12.500 Scheidsrechter: Wolfgang Stark (GER) |

|                                                              |                       |       |                 |                                                                                                 |
| 11 oktober EK-kwalificatie № 92 «onderlinge duels» 20:45 uur | Armenië               | 1 – 1 | Servië          | Sargsyan Republican Stadion, Jerevan Toeschouwers: 7.500 Scheidsrechter: Tom Harald Hagen (NOR) |
| 11 oktober EK-kwalificatie № 92 «onderlinge duels» 20:45 uur | Robert Arzumanyan 73' |       | 90' Zoran Tošić | Sargsyan Republican Stadion, Jerevan Toeschouwers: 7.500 Scheidsrechter: Tom Harald Hagen (NOR) |

|                                                              |        |       |         |                                                                                 |
| 14 oktober EK-kwalificatie № 93 «onderlinge duels» 20:45 uur | Servië | 0 − 3 | Albanië | Stadion Partizan, Belgrado Toeschouwers: 25.200 Scheidsrechter: Martin Atkinson |
| 14 oktober EK-kwalificatie № 93 «onderlinge duels» 20:45 uur |        |       |         | Stadion Partizan, Belgrado Toeschouwers: 25.200 Scheidsrechter: Martin Atkinson |

|                                                               |                |       |                                                          |                                                                               |
| 14 november EK-kwalificatie № 94 «onderlinge duels» 20:45 uur | Servië         | 1 – 3 | Denemarken                                               | Stadion Partizan, Belgrado Toeschouwers: 0 Scheidsrechter: Cüneyt Çakır (TUR) |
| 14 november EK-kwalificatie № 94 «onderlinge duels» 20:45 uur | Zoran Tošić 4' |       | 60' Nicklas Bendtner 62' Simon Kjær 85' Nicklas Bendtner | Stadion Partizan, Belgrado Toeschouwers: 0 Scheidsrechter: Cüneyt Çakır (TUR) |

|                                                                 |             |                                        |        |                                                                                  |
| 18 november Vriendschappelijk № 95 «onderlinge duels» 20:00 uur | Griekenland | 0 – 2                                  | Servië | Perivolia Stadion, Mournies Toeschouwers: 3.500 Scheidsrechter: Neil Doyle (IRL) |
| 18 november Vriendschappelijk № 95 «onderlinge duels» 20:00 uur |             | 60' Raća Petrović 90+2' Nemanja Gudelj |        | Perivolia Stadion, Mournies Toeschouwers: 3.500 Scheidsrechter: Neil Doyle (IRL) |

## FIFA-wereldranglijst
| JAN | FEB | MAR | APR | MEI | JUN | JUL | AUG | SEP | OKT | NOV | DEC |
| --- | --- | --- | --- | --- | --- | --- | --- | --- | --- | --- | --- |
| 30  | 29  | 28  | 30  | 30  | 30  | 31  | 31  | 34  | 46  | 46  | 38  |

## Statistieken
| Vladimir Stojković  | 1983-07-28 | Maccabi Haifa      | 7 | 0 | 0 | 57 | 0  |
| Milan Lukač         | 1986-07-09 | Partizan Belgrado  | 0 | 1 | 0 | 1  | 0  |
| Verdediging         |            |                    |   |   |   |    |    |
| Branislav Ivanović  | 1984-02-22 | Chelsea FC         | 7 | 0 | 1 | 72 | 4  |
| Aleksandar Kolarov  | 1985-11-10 | Manchester City    | 6 | 0 | 2 | 51 | 6  |
| Stefan Mitrović     | 1990-05-22 | SC Freiburg        | 4 | 0 | 0 | 4  | 0  |
| Dušan Basta         | 1984-08-18 | Lazio Roma         | 3 | 1 | 0 | 16 | 2  |
| Milan Biševac       | 1983-08-31 | Olympique Lyonnais | 2 | 0 | 0 | 19 | 0  |
| Matija Nastasić     | 1993-03-28 | Schalke 04         | 2 | 0 | 0 | 16 | 0  |
| Duško Tošić         | 1985-01-19 | Gençlerbirliği     | 2 | 0 | 0 | 11 | 1  |
| Nemanja Pejčinović  | 1987-11-04 | Lokomotiv Moskou   | 2 | 0 | 0 | 2  | 0  |
| Antonio Rukavina    | 1984-01-26 | Villarreal CF      | 1 | 0 | 0 | 29 | 0  |
| Miroslav Vulićević  | 1985-05-29 | Partizan Belgrado  | 0 | 1 | 0 | 3  | 0  |
| Middenveld          |            |                    |   |   |   |    |    |
| Nemanja Matić       | 1988-08-01 | Chelsea FC         | 7 | 0 | 0 | 16 | 0  |
| Nemanja Gudelj      | 1991-11-16 | AZ Alkmaar         | 5 | 2 | 0 | 7  | 0  |
| Miloš Jojić         | 1992-03-19 | Borussia Dortmund  | 2 | 1 | 0 | 4  | 1  |
| Filip Đuričić       | 1992-01-30 | Southampton FC     | 1 | 1 | 0 | 16 | 4  |
| Radosav Petrović    | 1989-03-08 | Gençlerbirliği     | 1 | 1 | 0 | 39 | 1  |
| Ljubomir Fejsa      | 1988-08-14 | SL Benfica         | 1 | 0 | 0 | 17 | 0  |
| Zdravko Kuzmanović  | 1987-09-22 | Inter Milaan       | 0 | 3 | 0 | 49 | 6  |
| Aanval              |            |                    |   |   |   |    |    |
| Dušan Tadić         | 1988-11-20 | Southampton FC     | 7 | 0 | 1 | 28 | 6  |
| Lazar Marković      | 1994-03-02 | Liverpool FC       | 6 | 1 | 0 | 16 | 2  |
| Zoran Tošić         | 1987-04-28 | CSKA Moskou        | 5 | 2 | 2 | 59 | 10 |
| Filip Đorđević      | 1987-09-28 | Lazio Roma         | 4 | 2 | 1 | 15 | 4  |
| Aleksandar Mitrović | 1994-09-16 | RSC Anderlecht     | 2 | 4 | 0 | 9  | 1  |
| Danko Lazović       | 1983-05-17 | Partizan Belgrado  | 1 | 1 | 0 | 39 | 10 |
| Adem Ljajić         | 1991-09-29 | AS Roma            | 0 | 2 | 0 | 9  | 0  |
| Dragan Mrdja        | 1984-01-23 | Omiya Ardija       | 0 | 2 | 0 | 14 | 2  |
| Darko Lazović       | 1990-09-15 | Rode Ster Belgrado | 0 | 1 | 0 | 5  | 0  |
| Stefan Šćepović     | 1990-01-10 | Celtic             | 0 | 1 | 0 | 8  | 1  |
| Miralem Sulejmani   | 1988-12-05 | SL Benfica         | 0 | 1 | 0 | 16 | 1  |

FSS · A-internationals · Bondscoaches · Statistieken · Servisch vrouwenelftal · Olympisch elftal · Servië U21 · Servië U20 · Servië U19 · Servië U17 · Servië en Montenegro U19 · Servië en Montenegro U17
2003 – 2006** · 
2006 – 2009 · 
2010 – 2019 ·
2020 − 2029
EK 2008 · 
EK 2012 · 
EK 2016 ·
EK 2020
WK 2006** · 
WK 2010 · 
WK 2014 · 
WK 2018 ·
WK 2022
OS 2004** · 
OS 2008 · 
OS 2012 ·
OS 2016 ·
OS 2020
2006 · 
2007 · 
2008 · 
2009 · 
2010 · 
2011 · 
2012 · 
2013 · 
2014 · 
2015 · 
2016 ·
2017 ·
2018 ·
2019 ·
2020 ·
2021 ·
2022
Albanië ·
Algerije ·
Armenië ·
Australië ·
Azerbeidzjan ·
Bahrein ·
België ·
Bolivia ·
Brazilië ·
Bulgarije ·
Chili ·
China ·
Colombia ·
Costa Rica ·
Cyprus ·
Denemarken ·
Dominicaanse Republiek ·
Duitsland ·
Engeland ·
Estland ·
Faeröer ·
Finland ·
Frankrijk ·
Georgië ·
Ghana ·
Griekenland ·
Honduras ·
Hongarije ·
Ierland ·
Israël ·
Italië ·
Jamaica ·
Japan ·
Jordanië ·
Kameroen ·
Kazachstan ·
Kroatië · 
Litouwen ·
Luxemburg ·
Marokko ·
Mexico ·
Moldavië ·
Montenegro ·
Nieuw-Zeeland ·
Nigeria ·
Noord-Ierland ·
Noord-Macedonië ·
Noorwegen ·
Oekraïne ·
Oostenrijk ·
Panama ·
Paraguay ·
Polen ·
Portugal ·
Qatar ·
Roemenië ·
Rusland ·
Schotland ·
Slovenië ·
Spanje ·
Tsjechië ·
Turkije ·
Verenigde Staten ·
Wales ·
Zuid-Afrika ·
Zuid-Korea ·
Zweden ·
Zwitserland
Brazilië (2018) · 
Costa Rica (2018) · 
Duitsland (2010) · 
Ghana (2010) · 
Kameroen (2022) · 
Zwitserland (2018)
** = Onder de naam Servië en Montenegro